# Can't Rush Greatness
 (avril 2025).
La mise en forme du texte ne suit pas les recommandations de Wikipédia : il faut le « wikifier ».
Les points d'amélioration suivants sont les cas les plus fréquents :
- Les titres sont pré-formatés par le logiciel. Ils ne sont ni en capitales, ni en gras.
- Le texte ne doit pas être écrit en capitales (les noms de famille non plus), ni en gras, ni en italique, ni en « petit »…
- Le gras n'est utilisé que pour surligner le titre de l'article dans l'introduction, une seule fois.
- L'italique est rarement utilisé : mots en langue étrangère, titres d'œuvres, noms de bateaux, etc.
- Les citations ne sont pas en italique mais en corps de texte normal. Elles sont entourées par des guillemets français : « et ».
- Les listes à puces sont à éviter, des paragraphes rédigés étant largement préférés. Les tableaux sont à réserver à la présentation de données structurées (résultats, etc.).
- Les appels de note de bas de page (petits chiffres en exposant, introduits par l'outil «  Source ») sont à placer entre la fin de phrase et le point final[comme ça].
- Les liens internes (vers d'autres articles de Wikipédia) sont à choisir avec parcimonie. Créez des liens vers des articles approfondissant le sujet. Les termes génériques sans rapport avec le sujet sont à éviter, ainsi que les répétitions de liens vers un même terme.
- Les liens externes sont à placer uniquement dans une section « Liens externes », à la fin de l'article. Ces liens sont à choisir avec parcimonie suivant les règles définies. Si un lien sert de source à l'article, son insertion dans le texte est à faire par les notes de bas de page.
- La présentation des références doit suivre les conventions bibliographiques. Il est recommandé d'utiliser les modèles {{Ouvrage}}, {{Chapitre}}, {{Article}}, {{Lien web}} et/ou {{Bibliographie}}. Le mode d'édition visuel peut mettre en forme automatiquement les références.
- Insérer une infobox (cadre d'informations à droite) n'est pas obligatoire pour parachever la mise en page.

Pour une aide détaillée, merci de consulter Aide:Wikification.
Si vous pensez que ces points ont été résolus, vous pouvez retirer ce bandeau et améliorer la mise en forme d'un autre article.
Can't Rush Greatness est le premier album studio du rappeur britannique Central Cee, sorti le 24 janvier 2025 sous le label Columbia Records.

## Liste des titres
1. No Introduction[2]
2. 5 Star
3. Gata (avec Young Miko)
4. St Patrick’s
5. GBP (avec 21 Savage)
6. Top Freestyle
7. Up North
8. CRG (avec Dave)
9. Limitless
10. Now We're Strangers
11. Truth In The Lies (avec Lil Durk)
12. Ten (avec Skepta)
13. BAND4BAND (avec Lil Baby)
14. Gen Z Luv
15. Walk In Wardrobe
16. Must Be
17. Don't Know Anymore.

## Collaborations
L'album contient des collaborations avec des rappeurs tels que Young Miko, 21 Savage, Dave, Lil Durk, Skepta et Lil Baby.

## Performance commerciale
À sa sortie, l'album a connu un succès commercial notable. L'album a accumulé plus de 19 millions de streams sur Spotify à son premier jour sur la plateforme, établissant un nouveau record pour un album de rap britannique,. Il a également débuté à la première place du UK Albums Chart avec 42 472 unités vendues.

## Classements hebdomadaires
| Classement (2025)                  | Meilleure place |
| ---------------------------------- | --------------- |
| Allemagne (Media Control AG)       | 1               |
| Australie (ARIA)                   | 2               |
| Autriche (Ö3 Austria Top 40)       | 1               |
| Belgique (Flandre Ultratop)        | 1               |
| Belgique (Wallonie Ultratop)       | 11              |
| Canada (Canadian Albums Chart)     | 1               |
| Danemark (Tracklisten)             | 2               |
| Écosse (OCC)                       | 2               |
| Espagne (Promusicae)               | 4               |
| États-Unis (Billboard 200)         | 9               |
| Finlande (Suomen virallinen lista) | 9               |
| France (SNEP)                      | 9               |
| Irlande (Irish Albums Chart)       | 1               |
| Italie (FIMI)                      | 14              |
| Norvège (VG-lista)                 | 1               |
| Nouvelle-Zélande (RIANZ)           | 1               |
| Pays-Bas (Mega Album Top 100)      | 1               |
| Royaume-Uni (UK Albums Chart)      | 1               |
| Royaume-Uni (R&B Albums)           | 1               |
| Suède (Sverigetopplistan)          | 5               |
| Suisse (Schweizer Hitparade)       | 1               |